# Euploea bevagna
Euploea bevagna är en fjärilsart som beskrevs av Hans Fruhstorfer 1911. Euploea bevagna ingår i släktet Euploea och familjen praktfjärilar. Inga underarter finns listade i Catalogue of Life.